# Silvanus P. Thompson
Silvanus Phillips Thompson (19 juin 1851 - 12 juin 1916) est professeur de physique au City and Guilds Technical College de Finsbury, en Angleterre. Il est élu à la Royal Society en 1891 et est connu pour son travail d'ingénieur électricien et d'auteur. La publication la plus durable de Thompson est son texte de 1910 Calculus Made Easy, qui enseigne les principes fondamentaux du calcul infinitésimal, et est toujours imprimé. Thompson écrit également un texte de physique populaire, Elementary Lessons in Electricity and Magnetism, ainsi que des biographies de Lord Kelvin et Michael Faraday.

## Biographie
Silvanus Thompson est né l'année de l'Exposition universelle de 1851 dans une famille quaker à York, en Angleterre. Son père est maître à la Quaker Bootham School  à York et il y étudie. En 1873, Silvanus Thompson est nommé maître de sciences à l'école.
Il obtient son diplôme et étudie pour un baccalauréat ès arts de l'Université de Londres en 1869 .
Le 11 février 1876, il entend William Crookes donner un cours du soir à la Royal Institution sur l'action mécanique de la lumière lorsque Crookes fait la démonstration de son moulin à lumière ou radiomètre. Thompson est intrigué et stimulé et développe un intérêt majeur pour la lumière et l'optique (son autre intérêt principal étant l'électromagnétisme). En 1876, il est nommé maître de conférences en physique à l'University College de Bristol, puis professeur en 1878 à l'âge de 27 ans.

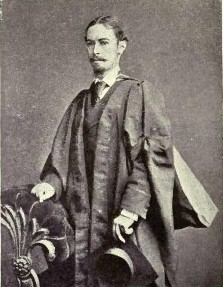
Silvanus Thompson, vers l'âge de 25 ans.

L'une des principales préoccupations de Thompson est le domaine de l'enseignement technique et il effectue une série de tournées continentales en France, en Allemagne et en Suisse pour comparer l'approche continentale à celle du Royaume-Uni. En 1879, il présente un article à la Royal Society of Arts sur l'apprentissage, scientifique et non scientifique dans lequel il détaille les lacunes de l'enseignement technique en Angleterre. Au cours de la discussion, l'opinion est exprimée que l'Angleterre est trop conservatrice pour utiliser les écoles de métiers et que les méthodes continentales ne seraient pas applicables au Royaume-Uni. Thompson reconnait que l'enseignement technique est le moyen par lequel les connaissances scientifiques peuvent être mises en action et passe le reste de sa vie à mettre sa vision en pratique.
En 1878, le City and Guilds of London Institute for the Advancement of Technical Education est fondé. Finsbury Technical College est une institution d'enseignement créée par le City and Guilds Institute et c'est en tant que directeur et professeur de physique que Thompson consacre les 30 années suivantes.
Le don particulier de Thompson réside dans sa capacité à communiquer des concepts scientifiques difficiles d'une manière claire et intéressante. Il assiste et donne des conférences à la Royal Institution en donnant les conférences de Noël en 1896 sur la lumière, le visible et l'invisible avec un compte rendu de Röntgen Light. C'est un conférencier impressionnant et le radiologue AE Barclay déclare : « Aucun de ceux qui l'entendaient ne pouvait oublier la vivacité des mots-images qu'il plaçait devant eux.
En 1891, Thompson développe l'idée d'un câble sous-marin télégraphique qui pourrait augmenter la distance de l'impulsion électrique et donc augmenter la vitesse de transmission des mots à travers le câble télégraphique. Jusque-là, on obtenait une vitesse moyenne comprise entre 10 et 50 mots par minute, mais sa conception est de contrecarrer la décharge d'énergie électrique le long du câble en introduisant une terre de retour dans le cadre de la structure électrique interne du câble (quelque chose comme le câble coaxial aujourd'hui). Son idée, écrite par Charles Bright dans son livre "Submarine Telegraphs", discute l'idée que les deux fils pourraient être conçus comme des conducteurs séparés mais le long de leur chemin, ils seraient connectés à des bobines d'induction. Cela permettrait l'introduction d'une capacité répartie et donc permettrait d'augmenter la distance du signal électrique, augmentant ainsi le nombre de mots par seconde. C'est une conception qui révolutionne la télégraphie sous-marine et l'avenir des systèmes téléphoniques sous-marins.

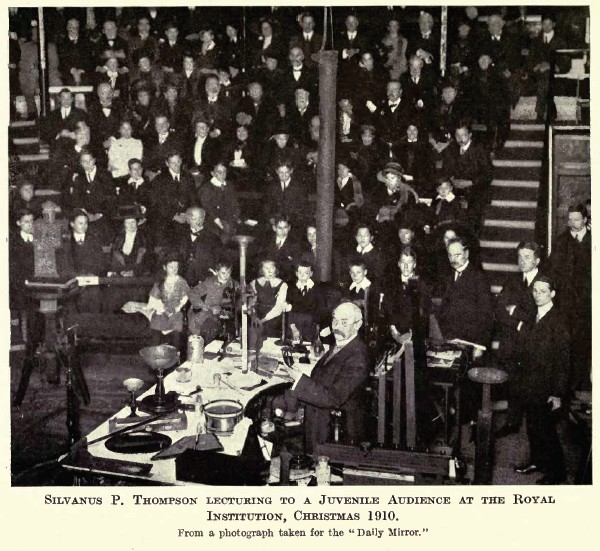
Silvanus Thompson présentant la conférence de Noël de la Royal Institution de 1910

Thompson refait les expériences de Röntgen le lendemain de l'annonce de la découverte au Royaume-Uni et donne ensuite la première démonstration publique des nouveaux rayons à la Clinical Society de Londres le 30 mars 1896.
Il est le premier président de la Röntgen Society (qui devient plus tard le British Institute of Radiology) ,. Il décrit la société comme étant entre la médecine, la physique et la photographie. C'est son action qui donne son empreinte à cette société et en fait le riche amalgame de membres médicaux, scientifiques et techniques qu'elle est aujourd'hui. Comme il l'a dit dans son discours présidentiel à la Röntgen Society : « Les pionniers ont ouvert la voie vers le désert ; ils sont maintenant suivis par ceux qui occuperont le nouveau territoire, compléteront son relevé et en traceront les traits. Ce n'est que lorsque chaque recoin sera exploré et cartographié que le travail de notre Société sera terminée".
En 1900, Thompson est impliqué dans l'attaque controversée de Whitehall contre les brevets de Marconi : le Bureau de poste général le charge, ainsi que le professeur Oliver Lodge, de produire des rapports secrets. Le but est soit de déclarer invalides les brevets de la société Marconi, soit de développer des équipements similaires, mais techniquement différents, Thompson s'investissant dans cette seconde tâche. Lorsque l'Amirauté reçoit les deux rapports, l'avis du capitaine (plus tard amiral) Henry Jackson (en), alors pionnier de la télégraphie sans fil, conduit un officier supérieur de la marine à affirmer qu'« il serait indigne d'essayer d'échapper au brevet de la société Marconi ».
Thompson est attaché à la vérité dans tous les aspects et sa conférence Swarthmore de 1915 prononcée à la Society of Friends est The Quest for Truth, indiquant sa croyance en la vérité et l'intégrité dans tous les aspects de nos vies. Thompson est un membre actif de la Société religieuse des Amis, tout au long de sa vie .
Il meurt à Londres, après une courte maladie, le 12 juin 1916, laissant une veuve et quatre filles ,.

## Travaux littéraires

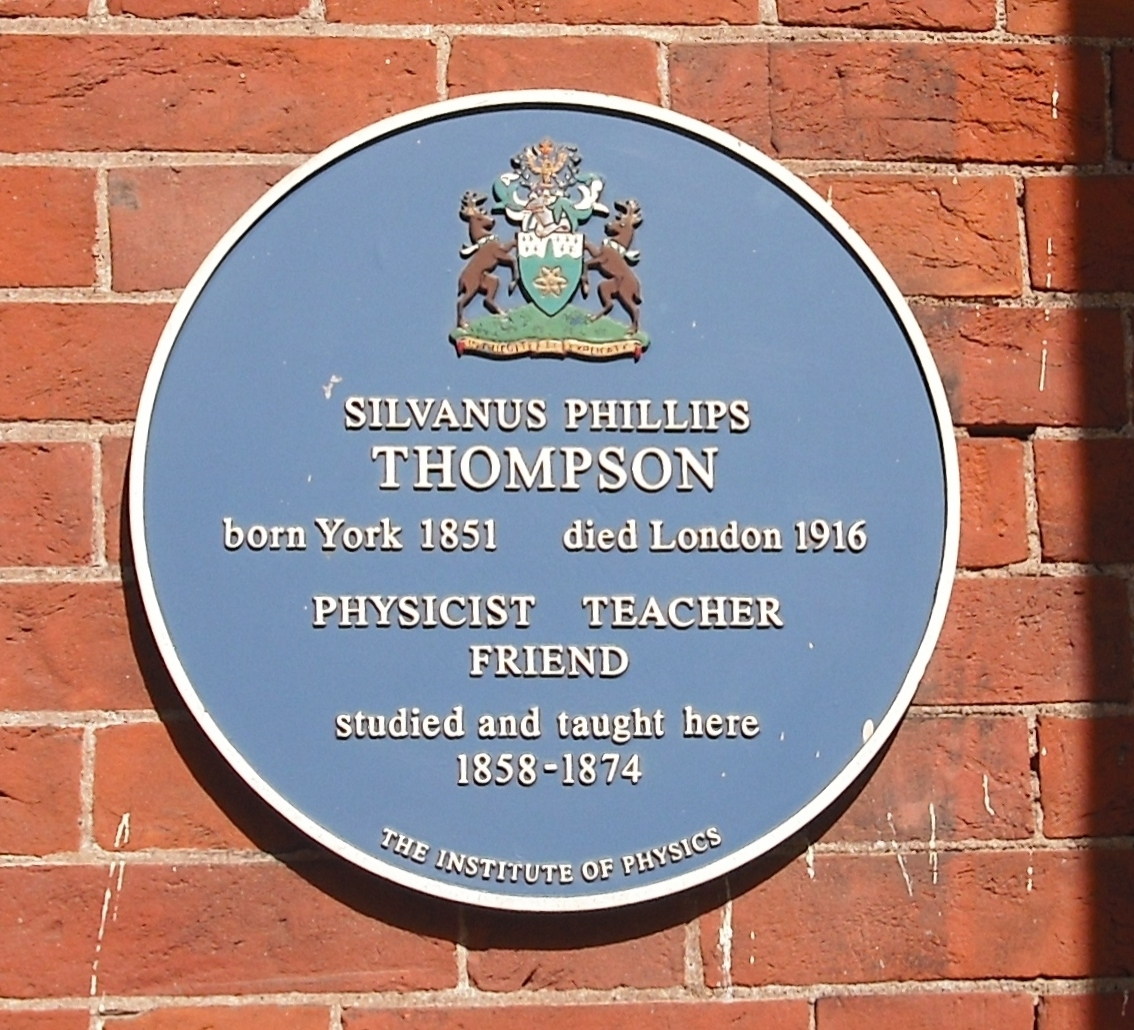
Plaque pour Thompson, parrainée par l'Institute of Physics, sur le devant du bâtiment principal de Bootham School, York.

Thompson écrit de nombreux livres de nature technique, en particulier Elementary Lessons in Electricity & Magnetism (1881  ), Dynamo-electric Machinery (1884) et le classique Calculus Made Easy qui est publié pour la première fois en 1910 et est toujours imprimé.
Thompson a de nombreux intérêts, notamment la peinture, la littérature, l'histoire des sciences et le travail dans sa serre. Il écrit des biographies de Michael Faraday et de Lord Kelvin. Il écrit également sur William Gilbert, le médecin élisabéthain, et produit une édition de De Magnete de Gilbert à la Chiswick Press en 1900. En 1912, Thompson publie la première traduction anglaise du Treatise on Light de Christian Huygens.
Sa bibliothèque scientifique de livres historiques et de travail est conservée à l'Institution of Electrical Engineers et constitue une magnifique collection (il était président de l'IEE). Elle comprend de nombreux ouvrages classiques sur l'électricité, le magnétisme et l'optique. La collection se compose de 900 livres rares et de 2500 titres du XIXe et du début du XXe siècle, avec environ 200 lettres autographes.
Thompson est l'une des personnes représentées lors de la marche des ingénieurs à Bristol, en Angleterre. Il est élu membre de la Royal Society le 14 mai 1891 et est élu membre de l'Académie royale des sciences de Suède en 1894. En 1902, il est élu membre de la Société américaine de philosophie .
Thompson a inventé le perméamètre. À Londres, en 1910, Thompson est impliqué dans les premières tentatives de stimulation du cerveau à l'aide d'un champ magnétique. De nombreuses années après sa mort, la technique est finalement raffinée sous le nom de stimulation magnétique transcrânienne .